# The Rising Generation
The Rising Generation è un film del 1928 diretto da  George Dewhurst e da Harley Knoles. Interpretato da Alice Joyce, venne girato in Gran Bretagna dalla Westminster Ltd. e distribuito dalla Williams and Pritchard Films, uscendo nelle sale nel novembre del 1928.

## Produzione
Il film fu girato in Gran Bretagna dalla Westminster Ltd.

## Distribuzione
Distribuito dalla Williams and Pritchard Films, uscì nelle sale in UK nel novembre del 1928. Il film è considerato presumibilmente perduto.